# Zerai Deres Band
La Zerai Deres Band (in amarico ዘርኣይ ደረስ ባንድ) fu un gruppo musicale eritreo (all'epoca provincia dell'Impero d'Etiopia), attivo tra il 1968 e il 1975, specializzato in musica jazz e folk.

## Storia
Alla fine degli anni 1960, Hailè Ghebrù e Abdalla Abubaker, cresciuti all'interno dell'Associazione del Teatro di Asmara (Mahber Tiyatr Asmera, MaTA) si unirono ai 40 elementi della Rockets Orchestra diretta da Osman Abdulrahim. Nel 1968 i due costituirono la Zerai Deres Band, insieme ad Arefaine Ghebrù, Aurelio Giovanni, Brhane Ghebrè e Tekhle Abraha. Il nome del complesso era un omaggio all'eroe popolare Zerai Deres, interprete eritreo protagonista a Roma nel 1938 di una famosa protesta contro il colonialismo fascista in Africa.
Caratterizzati da sincretismo musicale e pluralismo linguistico, i musicisti della Zerai Deres Band ricalcarono le tendenze musicali dell'epoca ispirandosi ad artisti come Atewebrhan Seghid, Jaber Mahmud, Tewolde Abraha e Tewolde Reda, con contaminazioni derivanti dalle novità musicali provenienti dagli Stati Uniti d'America, suonando un miscuglio di musica leggera (musiqa lus lus) composta da rock and roll, twist e jazz, con testi in lingua tigrina, amarica e inglese, ed esibendosi nei locali alla moda di Asmara, nelle ambasciate e nelle caserme statunitensi della capitale eritrea, registrando i propri brani presso la Kagnew Station (ex Radio Marina).
Tra le canzoni più note, si ricorda Terifè nbeyney (Sono rimasto da solo), cantato in lingua tigrina.
Nel 1974, in seguito alla conquista del potere da parte della giunta militare del Derg in Etiopia (e di conseguenza in Eritrea), la repressione instaurata dal regime colpì tutto il mondo culturale eritreo, soprattutto quello impegnato. L'anno seguente Hailè Ghebrù venne arrestato, comportando così lo scioglimento della Zerai Deres Band.